# Evaristo Oliva
Evaristo Oliva (nascido em 25 de outubro de 1945) é um ex-ciclista guatemalense que competiu no ciclismo nos Jogos Olímpicos de Verão de 1968, representando a Guatemala.